# Plectroglyphidodon johnstonianus
Plectroglyphidodon johnstonianus és una espècie de peix de la família dels pomacèntrids i de l'ordre dels perciformes.

## Morfologia
Els mascles poden assolir els 14 cm de longitud total.

## Distribució geogràfica
Es troba des de l'Àfrica oriental fins a les Hawaii, les Illes Marqueses, Pitcairn i les Illes Ryukyu.